# Det självspelande pianot
Det självspelande pianot: Kalkylerna & kapitalet som skapar Sveriges bostadskris är en bok skriven av Stig Westerdahl, professor emeritus i företagsekonomi vid Malmö universitet, om hur svensk bostadspolitik styrs av redovisningsmetoder hämtade från finanssektorn.

## Bokens innehåll

### Den finansiella logiken
Dagens finansmarknad grundar sig enligt Westerdahl i en logik som växte fram under 1900-talet. Denna finansiella logik bygger på en rad antaganden om verkligheten, föreställningar som oftast är outtalade. Ett sådant antagande är tidspreferens, med andra ord att man hellre får hundra kronor idag än hundra kronor imorgon. Det är bara de pengar man äger som kan investeras på nytt och ifall man ska avstå från att använda dem vill man bli kompenserad för besväret genom att få ränta. För att ta reda på vad morgondagens pengar är värda idag gör man en nuvärdesberäkning. Det hänger ihop med ett annat antagande, nämligen att man kan förutspå vilka inkomster man kommer få i framtiden. Detta antagande lever vidare trots att ekonomiska kriser bevisligen inträffar med jämna mellanrum. Den finansiella logiken grundar sig även på ett tredje antagande om att alla investeringar är likvida, flytande som i engelskans ”liquid”. Det innebär att en investering alltid kan bytas ut mot en annan. Alla investeringar är likvärdiga. Det avgörande är vilken investering som ger störst vinst. I praktiken räknas lönsamheten hos en investering ut genom dess avkastningsmått, som beskriver hur många procent värdet ökar under en viss tidsperiod. Ifall en investering har ett högt avkastningsmått jämfört med andra investeringar är den alltså mer lönsam än dem. Den lägsta avkastningen man kan tänka sig är detsamma som avkastningskravet. Genom att jämföra risken hos en investering med alternativa investeringar kan man slutligen få fram en kalkylränta. Denna används för att översätta den inkomst man förväntar sig i framtiden till ett nuvärde, med andra ord värdet av idag. Ju högre kalkylräntan är, desto mindre blir den värd. Därför bestämmer avkastningskravet huruvida en investering är värd pengarna.

### Fastighetskalkyler
Westerdahl tar ett fiktivt bostadsbolag som exempel. Det allmännyttiga företaget i Bostadsfors vill räkna på vad en 100 miljoner kronor stor investering i lägenheter kommer vara värd om tio år. Inkomstströmmarna måste då vara positiva, med andra ord ska lägenheterna ge mer än vad de kostar. För att ta reda på det räknar man ut skillnaden mellan de förväntade hyresintäkterna och de utgifter man tror sig kommer ha. I Westerdahls exempel ger lägenheterna ett överskott på 10 miljoner per år. Han tänker sig dessutom att byggnaden i sig kommer ha ett restvärde på 20 miljoner efter att de tio åren passerat.
Om det kostar 100 miljoner att bygga lägenheterna och man sedan får tillbaka 10 miljoner per år i hyra under tio års tid - sammanlagt 100 miljoner - och byggnaden slutligen har ett restvärde på 20 miljoner, då återstår bara de 20 miljonerna. För att räkna ut vad de här framtida inkomsterna är värda idag gör man sedan en beräkning av nuvärdet. Det är då kalkylräntan kommer in i bilden. Denna köper bostadsbolaget av fastighetsvärderingföretag såsom Newsec, Svefa, Bryggan och Datscha. Kalkylräntorna i dessa företags databaser skiljer sig åt från stad till stad och från bostadsområde till bostadsområde. Vad databaserna grundar sig i är dock företagshemligheter. Westerdahls exempel visar att en liten skillnad i kalkylräntan kan få stora konsekvenser. Han jämför 2% med 4%. Ju lägre kalkylränta, desto mer blir som sagt framtida pengar värda jämfört med idag. Om kalkylräntan är 4% blir inkomsten på 10 miljoner från det första året värd 9,6 miljoner idag. År två får inkomsten från de två åren ett nuvärde på 9,2 miljoner, och år tre har den gått ner till 8,9 miljoner. Räknat på alla tio år är inkomsten på 100 miljoner värd 81 miljoner idag.
Byggnadens värde blir inte heller 20 miljoner, utan 13. Med dessa siffror kan en ny uträkning göras. Investeringen i lägenheterna kostar fortfarande 100 miljoner, men nu får bolaget bara 81 plus 13 miljoner - det vill säga 94 miljoner - tillbaka. Investeringen går alltså med förlust. Ifall kalkylräntan är 2% istället för 4% blir resultatet annorlunda. Inkomstströmmarna ger 90 miljoner och byggnadens restvärde blir 16 miljoner, sammanlagt 106 miljoner. Utgifterna för vinst är lika höga som tidigare och bolaget får därmed en vinst på 6 miljoner.
Fastighetsvärderingsföretagen sätter inte bara kalkylränta efter vilken kommun lägenheterna ska byggas i, utan också efter vilket bostadsområde. Välbärgade stadsdelar ger en lägre kalkylränta än miljonprogramsförorter. Samma investering blir alltså mer lönsam i det förstnämnda bostadsområdet än i det andra. Och samma förväntade hyresintäkter får ett högre nuvärde enligt kalkylen. Det kan till och med bli en förlust att bygga i förorten. Kostnaderna överstiger avkastningskravet.

### En kort historia om redovisning
Westerdahl lyfter fram kalkyl- och redovisningspraktikernas performativitet, i kontrast mot föreställningen att företags årsredovisningar skulle motsvara en objektiv sanning. Med performativitet syftar han på att redovisning inte bara avspeglar verkligheten, utan också är med och skapar den. Nuvärdesberäkningen skapar ju på sätt och vis värdet i sin kalkyl genom att spekulera om framtida vinster eller förluster som ännu inte existerar. 
Nuvärdesberäkningar har heller inte alltid varit den gängse metoden. Innan dess räknade revisorer fram det historiska anskaffningsvärdet på en investering. Det innebar att man redovisade värdet utifrån vad man anskaffat fastigheten för, antingen genom att köpa eller bygga den. Värdet sjönk sedan enligt en nedskrivningstakt. Om fastigheten från början var värd 100 miljoner kronor och sedan sjönk med 2% per år blev den alltså värd 0 kronor efter 50 år. 
Vägen fram till dagens marknadsvärde eller ”verkliga värde” har sin bakgrund i det tidiga 1900-talets nationalekonomi som fick inflytande över redovisningen under 30-talet i England. Medan revisorer tidigare skulle dokumentera vad som faktiskt hänt vid en faktisk anskaffning skulle de i sin nya roll spekulera över vad framtida inkomster var värda. Det uppstod en konflikt mellan revisorerna och nationalekonomerna om vilken metod man skulle använda. Sitt slutliga genomslag i England fick marknadsvärdesberäkningarna sedan under 60-talet, när den brittiska industrin använde sig av den nya kalkylmetoden för att lösa sina tillväxtproblem. 
Sedan år 2002 är redovisningsstandarden IFRS, som står för International Financial Reporting Standards, lag i EU. Bakom dessa regler står IASB, International Accounting Standards Board - en organisation som till stor del finansieras av redovisningsbranschens fyra största företag. Ett syfte med IASB är att likrikta olika länders sätt att redovisa. På så vis underlättas internationella investeringar. IASB har varit drivande i förändringen av redovisningspraktiker från att mäta historiskt anskaffningsvärde till att räkna ut dagens marknadsvärde.

### Finansbolagen på svensk bostadsmarknad
År 2012 påbörjades en ny era i svensk bostadshistoria. Victoria Park köpte då 867 stycken lägenheter i Herrgården, en del av Rosengård. Enligt Westerdahl var det första gången en sådan investering gjordes i ett så kallat ”utsatt område”. Men det skulle komma fler. 2012 köptes iallafall lägenheterna för sammanlagt 280 miljoner, vilket motsvarade 4000 kronor per kvadratmeter. Det var mindre än en femtedel av priset för ett genomsnittligt nybygge vid samma tidpunkt. 
Victoria Park var tidiga med att genomföra ”konceptrenoveringar” i Herrgården. Företaget hade som strategi att renovera en lägenhet varje gång någon flyttade ut därifrån. I Sverige går det nämligen att rättfärdiga hyreshöjningar vid renovering utifrån bruksvärdessystemet, vilket är framtaget i överenskommelse mellan Hyresgästföreningen och Fastighetsägarna. När standarden höjs enligt systemets regler kan hyran också höjas. Och bara tre veckor efter att Victoria Park hade köpt lägenheterna för 280 miljoner värderades de till 312 miljoner, en ökning på 17%. Här blir den finansiella logiken uppenbar. Inga lägenheter hade hunnit renoveras på tre veckor, men trots det ökade värdet under samma tidsperiod. Genom sin investering väckte Victoria Park ett intresse och förväntningarna fick fastighetsvärderingsföretagen att sänka Herrgårdens sedan tidigare höga kalkylränta. Denna framgång var det som så småningom fick riskkapitalbolaget Blackstone och det tyska företaget Vonovia att köpa bostäder i svenska förorter. 
Om kalkylräntan sänks kan företaget visa upp växande värden på sina fastigheter i årsredovisningen. Eftersom vinsten inte genererat några pengar än, likvida medel som kan investeras på nytt, räknas det som ”ej realiserade värdeökningar”. Företagets redovisade vinst ökar alltså trots att de varken renoverat eller sålt sina fastigheter. Bolaget kan då ge större aktieutdelningar, det blir enklare för dem att få kapital och efterfrågan ökar på såväl deras aktier som deras obligationer. Aktierna får ett högre pris och det underlättar ”nyemittering”, det vill säga utdelandet av nya aktier. När efterfrågan på aktier växer och fler köper dem ges bolaget ett större kapital som de kan investera i nya fastigheter. När dessa lägenheter rustas upp sänks kalkylräntan återigen och företaget gör vinst, som i sin tur leder till fler aktier och större kapital. Så fungerar det självspelande pianots mekanik enligt Westerdahl.
År 2015 hade Victoria Park hyresintäkter på 622 miljoner, men det redovisade resultatet efter skatt var 1240 miljoner. För varje krona de fick i hyra tjänade de alltså två kronor. Det beror på värdeförändringen i deras fastighetsbestånd som gick upp 1436 miljoner. Denna värdeförändring har räknats fram genom nuvärdeskalkylen som följer kalkylräntan.
De följande åren fortsatte utvecklingen i samma riktning som Victoria Park stakat ut. Företaget D. Carnegie, numera Hembla, köptes upp av Blackstone år 2016 och med detta kapital i ryggen renoverades ännu fler lägenheter. Det medförde en hyreshöjning på 40 till 50 %. 
Intresset för Victoria Parks affärer ledde till en budgivning om företaget som påbörjades år 2018. Ett amerikanskt företag lade det första budet, men de överträffades sedan av tyska Vonovia. Enligt börskursen var en aktie i Victoria Park vid den här tidpunkten värd 32 kronor. Vonovia budade dock för hela 38 kronor per aktie. Att de lade ett så högt bud berodde på att de trodde sig kunna tjäna ännu mer pengar på renoveringarna. Samma år lade Vonovia även ett bud på Hembla. De köpte det Blackstone-ägda bolaget för 215 per aktie, 15% mer än vad det värderats till. Sedan dess äger Vonovia nästan 40 000 lägenheter i Sverige, vilket gör dem till landets största bostadsföretag. Men Vonovia var inte de enda vinnarna. På bara två år hade Blackstone tjänat sex miljarder kronor. 
Westerdahl skriver att orenoverade lägenheter i svenska förorter är själva varan i finanshandeln. När någon flyttar ut är det möjligt att renovera lägenheten, höja hyran och så småningom sänka kalkylräntan. Fastighetsbolagen skriver ut antalet orenoverade lägenheter de äger i sina årsredovisningar, samt hur många som brukar flytta (runt 10 %) och hur mycket hyrorna kommer kunna höjas (40 till 50 %). Jakten på den sänkta kalkylräntan leder till att fler lägenheter renoveras och därmed minskar också antalet bostäder med låg hyra.

### Allmännyttans politik
Allbolagen trädde i kraft år 2011. En central princip i den går ut på att de allmännyttiga bolagen ska verka enligt ”affärsmässiga principer”. Detta har enligt Westerdahl lagt grunden för användningen av nuvärdeskalkyler och finansiella redovisningspraktiker. Lagen i sig säger dock egentligen inget om vilka kalkyler bolagen ska använda. Men ifall ett allmännyttigt företag skulle välja att bygga något som på grund av sin kalkylränta blir en förlustaffär måste det göra en nedskrivning av värdet i sin årsredovisning.
Det finns faktiskt exempel på allmännyttiga bostadsbolag som medvetet skrivit ner sina värden i redovisningen, vilket Westerdahl lyfter fram. De har dels motiverat det med att investeringen kan ge långsiktiga vinster, dels med att projektet blir lönsamt ifall värdeökningen på hela området och inte bara den enskilda fastigheten inkluderas i kalkylen. MKB gjorde det när de byggde Bokalerna i Rosengård år 2010, med kombinerade affärer och bostäder. Familjebostäder argumenterade på samma sätt under Järvalyftet år 2013 och 2014. I samband med renoveringarna av Rinkebystråket lade politiker fram ett förslag om att bygga affärslokaler i bottenvåningarna, liknande Malmös Bokaler. Investeringen skulle kosta 163 miljoner. Räknat utifrån Järvas kalkylränta hade projektet dock gått med förlust. Familjebostäder gjorde då bedömningen att det riktiga marknadsvärdet egentligen var högre än det värde som redovisats i bokslutet, en miljard istället för 636 miljoner kronor. Det fanns med andra ord ett ”övervärde” i byggnaderna. Familjebostäder argumenterade också för att investeringen skulle kosta 79 miljoner och inte 163. Ifall ett helt område blir mer attraktivt kommer värdet höjas och kalkylräntan sänkas. 
I slutändan var både Bokalerna och Järvalyftet förlustaffärer. Poängen Westerdahl gör är att de allmännyttiga bostadsbolagen faktiskt har ett handlingsutrymme, men att det bara brukar användas vid investeringar i kommersiella upprustningar och inte vid byggandet av billiga bostäder. Vilka kalkyler bostadsbolagen väljer att använda och hur de beräknar värdet på sina fastigheter är en politisk fråga enligt Westerdahl. Problemet är att revisorerna tolkar det som att allbolagen föreskriver en viss sorts kalkyler, trots att det aldrig prövats juridiskt. Och slutsatsen av en kortsiktig nuvärdeskalkyl blir alltid att de allmännyttiga bolagen bör bygga dyra bostäder i centrum och inte billiga lägenheter i förorten. När kommunerna följer principen om marknadsvärde låter de sig styras av en finansiell logik. De lämnar över bostadspolitikens beslut till experter inom redovisningsbranschen, såsom IASB och deras regelverk IFRS. Fastighetsvärderarna fastställer marknadsvärdet och revisorerna godkänner deras bedömningar. 
Under de privata företagens frammarsch har den offentliga sektorn hamnat i försvarsställning. Dagens bostadspolitik uppmuntrar inte de kommunala bolagen till att ta lån för att genomföra större investeringar, vilket däremot företag som Vonovia och Blackstone gör enligt sina egna kommersiella intressen. De allmännyttiga bolagen betalar dessutom utdelningar till kommunen de tillhör. Allbolagen säger att endast hälften av vinsten får tas ut ur företagen, men Boverket gjorde år 2018 en sammanställning som visade att 646 av 740 miljoner förts över till andra verksamheter. Betydligt mer än hälften med andra ord. Och dessa vinstuttag finansieras av allmännyttans hyresgäster. Kommunerna har rätt att göra undantag från lagens grundregel, alltså ta ut mer än hälften av vinsten, om det finns särskilda skäl. Det kan till exempel gälla arbetet mot segregation. 110 av de 646 miljonerna har dock förts över alldeles olagligt enligt Boverkets sammanställning, men eftersom det inte medför något straff att bryta mot allbolagen kan kommunerna fortsätta obehindrat. 
De allmännyttiga bolagen finansierar istället sina nybyggen genom att sälja befintliga fastigheter, bostäder som köps av bland annat riskkapitalister. Westerdahl skriver att kommunala bolag i regel behöver sälja mellan två och tre lägenheter för att ha råd att bygga en ny.

### Kalkylernas framtid
Om en kalkylteknik ska bli dominerande måste tre förutsättningar uppnås enligt Westerdahl. För det första behöver människor tro att kalkylen avspeglar verkligheten objektivt och att den gör det på det enda möjliga sättet, som i striden mellan det historiska anskaffningsvärdet och marknadsvärdet. För det andra behöver den ha vetenskaplig legitimitet. Nationalekonomin rättfärdigar till exempel den finansiella logikens antaganden om tidspreferens och likvida investeringar. För det tredje ska företagens kalkylteknik stämma överens med samhället de verkar inom, såsom när allmännyttans bolag idag beräknar värdet av fastigheter på samma sätt som privata aktörer. Allbolagen säger endast att bolagen ska verka enligt affärsmässiga principer, men revisorerna väljer att i linje med tidsandan tolka det som att de då ska använda nuvärdeskalkyler. 
I dagens samhälle får kalkylerna dessutom en allt större betydelse. Det som tidigare varit politiska frågor avgörs nu med hjälp av ekonomiska beräkningar för och emot. Westerdahl nämner debatten om höghastighetsjärnväg, som enligt honom framförallt förts utifrån premissen huruvida det är lönsamt eller inte. Frågan om ifall höghastighetsjärnvägar är önskvärda i sig glöms dock bort. 
Ytterligare ett exempel på kalkylernas utbredning är den sociala redovisningen, som används för att beräkna investeringars samhällsnytta eller sociala värden: Social Return on Investments (vilket förkortas SROI). Projektet Hållbara fastighetsinvesteringar påbörjades runt år 2018 och 2019 i Rosengård med syftet att skapa en modell för bolag att beräkna sina investeringars sociala värden, och konsultföretaget Realworth anlitades till projektet. De ansåg att den viktigaste sociala nyttan att beräkna var de boendes välbefinnande. I linje med den finansiella logiken gjorde Realworth även några antaganden om framtiden. Ett sådant är att 1% av de boende i området, 35 000 av 350 000, kommer få ett ökat välbefinnande. Denna samhällsnytta innefattar saker som att de boende enligt företaget kommer löpa en mindre risk att utsättas för brott och att de kommer känna större tillhörighet i området. Enligt Realworths kalkyl blir nuvärdet på det här välbefinnandet de närmaste tio åren 242 miljoner. Ifall man dessutom räknar med faktorer såsom sysselsättning, skatteintäkter och utbildning uppgår nuvärdet till 432 miljoner. Precis som i fallet med höghastighetsjärnvägen ekonomiserar Realworths kalkyler politiska problem såsom folkhälsa och brottslighet. 
För den sakens skull är Westerdahl inte emot att använda kvantitativa beräkningar. Kalkyler kan trots allt ge en överblick och synliggöra olika alternativ. Men enligt Westerdahl måste utgångspunkten då vara att det finns olika möjliga sätt att räkna på och att olika intressegrupper får chansen att presentera sina egna kalkyler. Det gör att skilda perspektiv kan ställas emot varandra. Underlaget till kalkylerna bör också offentliggöras, vilket inte är fallet med de företagshemligheter som ligger till grund för fastighetsvärderarnas databaser och avgör kalkylräntan på bostadsområden. Han skriver att det är en fråga om demokrati. Ifall fler röster än finansföretagen ska göra sig hörda behöver representanter från såväl sociala rörelser som medborgare i allmänhet och hyresgäster få kunskap om hur kalkyler fungerar: både för att själv kunna göra beräkningar och för att förstå de beräkningar andra gör.